# Sheila Taormina
Sheila Taormina (n. 18 martie 1969, Livonia⁠(d), Michigan, SUA) este o înotătoare americană, medaliată olimpică. A participat la 4 ediții ale Jocurilor Olimpice (1996, 2000, 2004, 2008) în care a câștigat două medalii de aur.